# Народные депутаты Украины VI созыва
Народные депутаты Украины 6-го созыва были избраны на внеочередных парламентских выборах 30 сентября 2007 года. Выборы проводились по пропорциональной системе по избирательным спискам политических партий и избирательных блоков политических партий Украины.
По результатам досрочных выборов в Верховную Раду прошли следующие политические силы:
- Партия регионов — 34,37 % голосов
- Блок Юлии Тимошенко (БЮТ) — 30,71 %
- Блок Наша Украина — Народная Самооборона (НУ-НС) — 14,15 %
- Коммунистическая партия Украины (КПУ) — 5,39 %
- Блок Литвина — 3,96 %

Вместе эти политические силы набрали около 88,58 % голосов. Все остальные политические партии и блоки не набрали проходной процент голосов 3 %. Процент избирателей, проголосовавших «против всех» — 2,73 %.

## Список депутатов
| Фамилия                                                                    | Избран от              | Время полномочий                   |
| -------------------------------------------------------------------------- | ---------------------- | ---------------------------------- |
| Абдуллин, Александр Рафкатович                                             | БЮТ, № 049             |                                    |
| Азаров, Николай Янович                                                     | Партия регионов, № 006 |                                    |
| Акимова, Ирина Михайловна                                                  | Партия регионов, № 063 |                                    |
| Александровская, Алла Александровна                                        | КПУ, № 019             |                                    |
| Алексеев, Игорь Викторович                                                 | КПУ, № 010             |                                    |
| Арьев, Владимир Игоревич                                                   | НУ-НС, № 010           |                                    |
| Аржевитин, Станислав Михайлович                                            | НУ-НС, № 063           |                                    |
| Аркаллаев, Нурулислам Гаджиевич                                            | Партия регионов, № 071 |                                    |
| Арутюнов, Гарегин Рафаэлевич                                               | БЮТ, № 106             |                                    |
| Ахметов, Ринат Леонидович                                                  | Партия регионов, № 007 |                                    |
| Бабаев, Олег Мейданович                                                    | БЮТ, № 109             |                                    |
| Бабенко, Валерий Борисович                                                 | БЮТ, № 144             |                                    |
| Бабурин, Алексей Васильевич                                                | КПУ, № 013             |                                    |
| Баграев, Николай Георгиевич                                                | БЮТ, № 045             |                                    |
| Баранов, Валерий Алексеевич                                                | Блок Литвина, № 006    |                                    |
| Барвиненко, Виталий Дмитриевич                                             | БЮТ, № 154             |                                    |
| Бахтеева, Татьяна Дмитриевна                                               | Партия регионов, № 023 |                                    |
| Бевз, Валерий Ананиевич                                                    | КПУ, № 007             |                                    |
| Бевзенко, Валерий Фёдорович                                                | Партия регионов, № 060 |                                    |
| Белоусова, Ирина Анатольевна                                               | Блок Литвина, № 016    |                                    |
| Бережная, Ирина Григорьевна                                                | Партия регионов, № 151 |                                    |
| Белый, Алексей Петрович                                                    | Партия регионов, № 033 |                                    |
| Билозир, Оксана Владимировна                                               | НУ-НС, № 044           |                                    |
| Билорус, Олег Григорьевич                                                  | БЮТ, № 011             |                                    |
| Бирюк, Лев Васильевич                                                      | БЮТ, № 112             |                                    |
| Богатырёва, Раиса Васильевна                                               | Партия регионов, № 002 |                                    |
| Богдан, Руслан Дмитриевич                                                  | БЮТ, № 146             |                                    |
| Богословская, Инна Германовна                                              | Партия регионов, № 004 |                                    |
| Богуслаев, Вячеслав Александрович                                          | Партия регионов, № 011 |                                    |
| Боднар, Ольга Борисовна                                                    | БЮТ, № 085             |                                    |
| Бойко, Юрий Анатольевич                                                    | Партия регионов, № 049 |                                    |
| Бондар, Александр Николаевич                                               | НУ-НС, № 066           |                                    |
| Бондаренко, Виктор Викторович                                              | Партия регионов, № 150 |                                    |
| Бондаренко, Владимир Дмитриевич                                            | БЮТ, № 100             |                                    |
| Бондаренко, Елена Анатольевна                                              | Партия регионов, № 146 |                                    |
| Бондаренко, Елена Фёдоровна                                                | БЮТ, № 089             |                                    |
| Бондарев, Константин Анатольевич                                           | БЮТ, № 114             |                                    |
| Бондик, Валерий Анатольевич                                                | Партия регионов, № 130 |                                    |
| Борисов, Валерий Дмитриевич                                                | НУ-НС, № 071           |                                    |
| Бородин, Всеволод Владимирович                                             | БЮТ, № 139             |                                    |
| Борт, Виталий Петрович                                                     | Партия регионов, № 168 |                                    |
| Буджерак, Александр Александрович                                          | БЮТ, № 098             |                                    |
| Букаев, Валерий Александрович (1976—2009)                                  | Партия регионов, № 101 |                                    |
| Бурлаков, Павел Николаевич                                                 | Партия регионов, № 134 |                                    |
| Буряк, Александр Васильевич                                                | БЮТ, № 069             |                                    |
| Буряк, Сергей Васильевич                                                   | БЮТ, № 038             |                                    |
| Бут, Юрий Анатольевич                                                      | НУ-НС, № 061           |                                    |
| Вакарчук, Святослав Иванович                                               | НУ-НС, № 015           |                                    |
| Васадзе, Тариэл Шакрович                                                   | БЮТ, № 041             |                                    |
| Василенко, Сергей Владимирович                                             | НУ-НС, № 077           |                                    |
| Васильев, Геннадий Андреевич                                               | Партия регионов, № 017 |                                    |
| Васильев, Александр Андреевич                                              | Партия регионов, № 073 |                                    |
| Ващук, Екатерина Тимофеевна                                                | Блок Литвина, № 021    |                                    |
| Велижанский, Сергей Константинович                                         | БЮТ, № 158             |                                    |
| Веревский, Андрей Михайлович                                               | БЮТ, № 044             |                                    |
| Вернидубов, Иван Васильевич                                                | Партия регионов, № 139 |                                    |
| Ветвицкий, Дмитрий Александрович                                           | БЮТ, № 103             |                                    |
| Вечерко, Владимир Николаевич                                               | Партия регионов, № 076 |                                    |
| Вилкул, Александр Юрьевич                                                  | Партия регионов, № 059 |                                    |
| Винский, Иосиф Викентиевич                                                 | БЮТ, № 004             |                                    |
| Власенко, Сергей Владимирович                                              | БЮТ, № 170             |                                    |
| Волынец, Евгений Валерьевич                                                | КПУ, № 002             |                                    |
| Волынец, Михаил Яковлевич                                                  | БЮТ, № 015             |                                    |
| Волков, Александр Анатольевич                                              | Партия регионов, № 042 |                                    |
| Воропаев, Юрий Николаевич                                                  | Партия регионов, № 074 |                                    |
| Воротнюк, Игорь Борисович                                                  | БЮТ, № 033             |                                    |
| Вьязивский, Владимир Михайлович                                            | НУ-НС, № 047           |                                    |
| Гайдаев, Юрий Александрович                                                | КПУ, № 005             |                                    |
| Гасюк, Пётр Петрович                                                       | БЮТ, № 052             |                                    |
| Гацько, Валерий Петрович                                                   | БЮТ, № 153             |                                    |
| Гейман, Олег Айзикович                                                     | БЮТ, № 130             |                                    |
| Геллер, Евгений Борисович                                                  | Партия регионов, № 077 |                                    |
| Герасимов, Иван Александрович (1921—2008)                                  | КПУ, № 004             |                                    |
| Герасимчук, Владимир Владимирович                                          | Блок Литвина, № 017    |                                    |
| Герасимьюк, Ольга Владимировна                                             | НУ-НС, № 006           |                                    |
| Геращенко, Ирина Владимировна                                              | НУ-НС, № 019           |                                    |
| Герман, Анна Николаевна                                                    | Партия регионов, № 048 |                                    |
| Глазунов, Сергей Николаевич                                                | Партия регионов, № 152 |                                    |
| Глусь, Степан Карлович                                                     | БЮТ, № 108             |                                    |
| Глущенко, Игорь Николаевич                                                 | Партия регионов, № 165 |                                    |
| Гнаткевич, Юрий Васильевич                                                 | БЮТ, № 110             |                                    |
| Головатый, Сергей Петрович                                                 | Партия регионов, № 093 |                                    |
| Головченко, Игорь Борисович (1960—2012)                                    | Блок Литвина, № 019    |                                    |
| Голуб, Александр Владимирович                                              | КПУ, № 009             |                                    |
| Горбаль, Василий Михайлович                                                | Партия регионов, № 037 |                                    |
| Гордиенко, Сергей Владимирович                                             | КПУ, № 024             |                                    |
| Горина, Ирина Анатольевна                                                  | Партия регионов, № 162 |                                    |
| Горошкевич, Александр Сергеевич                                            | Партия регионов, № 128 |                                    |
| Грач, Леонид Иванович                                                      | КПУ                    |                                    |
| Гривковский, Вадим Александрович                                           | Блок Литвина, № 020    |                                    |
| Григорович, Лилия Степановна                                               | НУ-НС, № 012           |                                    |
| Грымчак, Юрий Николаевич                                                   | НУ-НС, № 073           |                                    |
| Гриневецкий, Сергей Рафаилович                                             | Блок Литвина, № 002    |                                    |
| Грынив, Игорь Алексеевич                                                   | БЮТ, № 042             |                                    |
| Грицак, Василий Николаевич                                                 | Партия регионов, № 099 |                                    |
| Гриценко, Анатолий Степанович                                              | НУ-НС, № 004           |                                    |
| Губский, Богдан Владимирович                                               | БЮТ, № 027             |                                    |
| Гудыма, Александр Николаевич                                               | БЮТ, № 160             | с 25 декабря 2007                  |
| Гуменюк, Игорь Николаевич                                                  | Партия регионов, № 051 |                                    |
| Гуменюк, Олег Иванович                                                     | НУ-НС, № 034           |                                    |
| Гуреев, Василий Николаевич                                                 | Партия регионов, № 104 |                                    |
| Давиденко, Андрей Анатольевич                                              | НУ-НС, № 062           |                                    |
| Давымука, Степан Антонович                                                 | БЮТ, № 135             |                                    |
| Даниленко Владимир Андреевич                                               | КПУ, № 27              |                                    |
| Данилов, Виталий Богданович                                                | БЮТ, № 105             |                                    |
| Дарда, Александр Панасович                                                 | Партия регионов, № 087 |                                    |
| Дейч, Борис Давидович                                                      | Партия регионов, № 029 |                                    |
| Демидко, Владимир Николаевич                                               | Партия регионов, № 170 |                                    |
| Демишкан, Владимир Фёдорович                                               | Партия регионов, № 119 |                                    |
| Демянко, Николай Иванович                                                  | Партия регионов, № 082 |                                    |
| Демьянчук, Виктория Александровна                                          | КПУ, № 026             |                                    |
| Денисова, Людмила Леонтьевна                                               | БЮТ, № 071             |                                    |
| Денькович, Иван Васильевич                                                 | БЮТ, № 115             |                                    |
| Деревляный, Василий Тимофеевич                                             | БЮТ, № 037             |                                    |
| Деркач, Андрей Леонидович                                                  | Партия регионов, № 096 |                                    |
| Деркач, Николай Иванович                                                   | Блок Литвина, № 003    |                                    |
| Джарты, Василий Георгиевич (1958—2011)                                     | Партия регионов, № 022 |                                    |
| Джемилев, Мустафа                                                          | НУ-НС, № 027           |                                    |
| Джига, Николай Васильевич                                                  | Партия регионов, № 056 |                                    |
| Добряк, Евгений Дмитриевич                                                 | БЮТ, № 156             |                                    |
| Довгий, Станислав Алексеевич                                               | НУ-НС, № 055           |                                    |
| Доний, Александр Сергеевич                                                 | НУ-НС, № 037           |                                    |
| Дончак, Владимир Андреевич                                                 | БЮТ, № 122             |                                    |
| Дубовой, Александр Фёдорович                                               | БЮТ, № 128             |                                    |
| Егоренко, Тамара Васильевна                                                | Партия регионов, № 179 | с 26 февраля 2010 вместо Януковича |
| Един, Александр Иосифович                                                  | Партия регионов, № 120 |                                    |
| Ересько, Игорь Геннадиевич                                                 | БЮТ, № 090             |                                    |
| Ефремов, Александр Сергеевич                                               | Партия регионов, № 008 |                                    |
| Ехануров, Юрий Иванович                                                    | НУ-НС, № 024           |                                    |
| Жвания, Давид Важаевич                                                     | НУ-НС, № 021           |                                    |
| Жебривский, Павел Иванович                                                 | НУ-НС, № 067           |                                    |
| Жеваго, Константин Валентинович                                            | БЮТ, № 062             |                                    |
| Журавко, Алексей Валерьевич                                                | Партия регионов, № 140 |                                    |
| Забзалюк, Роман Емельянович                                                | БЮТ, № 034             |                                    |
| Задирко, Геннадий Александрович                                            | БЮТ, № 111             |                                    |
| Заец, Иван Александрович                                                   | НУ-НС, № 030           |                                    |
| Зарубинский, Олег Александрович                                            | Блок Литвина, № 014    |                                    |
| Засуха, Татьяна Владимировна                                               | Партия регионов, № 138 |                                    |
| Зварич, Роман Михайлович                                                   | НУ-НС, № 036           |                                    |
| Звягильский, Ефим Леонидович                                               | Партия регионов, № 009 |                                    |
| Зимин, Евгений Игоревич                                                    | БЮТ, № 123             |                                    |
| Злочевский, Николай Владиславович                                          | Партия регионов, № 110 |                                    |
| Зозуля, Руслан Петрович                                                    | БЮТ, № 093             |                                    |
| Зубец, Михаил Васильевич                                                   | Партия регионов, № 174 |                                    |
| Зубик, Владимир Владимирович                                               | Партия регионов, № 098 |                                    |
| Зубов, Валентин Сергеевич                                                  | БЮТ, № 019             |                                    |
| Иваненко, Владимир Григорьевич                                             | БЮТ, № 142             |                                    |
| Иванющенко, Юрий Владимирович                                              | Партия регионов, № 111 |                                    |
| Ильяшов, Григорий Алексеевич                                               | Партия регионов, № 148 |                                    |
| Калетник, Игорь Григорьевич                                                | КПУ, № 016             |                                    |
| Кальченко, Валерий Михайлович                                              | БЮТ, № 028             |                                    |
| Калюжный, Виталий Анатольевич                                              | Партия регионов, № 171 |                                    |
| Камчатный, Валерий Григорьевич                                             | БЮТ, № 099             |                                    |
| Каплиенко, Владимир Владимирович                                           | БЮТ, № 148             |                                    |
| Каракай, Юрий Васильевич                                                   | Партия регионов, № 167 |                                    |
| Кармазин, Юрий Анатольевич                                                 | НУ-НС, № 058           |                                    |
| Карпук, Владимир Георгиевич                                                | НУ-НС, № 064           |                                    |
| Каськив, Владислав Владимирович                                            | НУ-НС, № 031           |                                    |
| Катеринчук, Николай Дмитриевич                                             | НУ-НС, № 005           |                                    |
| Кеменяш, Александр Михайлович                                              | БЮТ, № 067             |                                    |
| Кий, Сергей Викторович                                                     | Партия регионов, № 069 |                                    |
| Кириленко, Вячеслав Анатольевич                                            | НУ-НС, № 002           |                                    |
| Кириленко, Иван Григорьевич                                                | БЮТ, № 070             |                                    |
| Кирильчук, Евгений Иванович                                                | БЮТ, № 020             |                                    |
| Киселёв, Василий Алексеевич                                                | Партия регионов, № 035 |                                    |
| Кивалов, Сергей Васильевич                                                 | Партия регионов, № 028 |                                    |
| Килинкаров, Спиридон Павлович                                              | КПУ, № 015             |                                    |
| Кинах, Анатолий Кириллович                                                 | Партия регионов, № 053 |                                    |
| Клименко, Александр Иванович                                               | НУ-НС, № 050           |                                    |
| Климец, Павел Анатольевич                                                  | Партия регионов, № 088 |                                    |
| Климов, Леонид Михайлович                                                  | Партия регионов, № 038 |                                    |
| Клюев, Андрей Петрович                                                     | Партия регионов, № 014 |                                    |
| Клюев, Сергей Петрович                                                     | Партия регионов, № 062 |                                    |
| Ключковський, Юрий Богданович                                              | НУ-НС, № 020           |                                    |
| Князевич, Руслан Петрович                                                  | НУ-НС, № 009           |                                    |
| Коваль, Вячеслав Станиславович                                             | НУ-НС, № 038           |                                    |
| Ковалёва, Юлия Викторовна                                                  | Партия регионов, № 133 |                                    |
| Ковзель, Николай Олегович                                                  | БЮТ, № 053             |                                    |
| Кожара, Леонид Александрович                                               | Партия регионов, № 163 |                                    |
| Кожемякин, Андрей Анатольевич                                              | БЮТ, № 023             |                                    |
| Козак, Владимир Васильевич                                                 | Партия регионов, № 094 |                                    |
| Колесников, Борис Викторович                                               | Партия регионов, № 010 |                                    |
| Колесниченко, Вадим Васильевич                                             | Партия регионов, № 175 |                                    |
| Колесников, Дмитрий Валерьевич                                             | Партия регионов, № 147 |                                    |
| Колоцей, Юрий Александрович                                                | Партия регионов, № 052 |                                    |
| Комар, Николай Степанович                                                  | Партия регионов, № 137 |                                    |
| Кондратюк, Елена Константиновна                                            | БЮТ, № 134             |                                    |
| Коновалюк, Валерий Ильич                                                   | Партия регионов, № 084 |                                    |
| Константинов, Евгений Семёнович                                            | БЮТ, № 124             |                                    |
| Корж, Виктор Петрович                                                      | Партия регионов, № 172 |                                    |
| Корж, Виталий Терентьевич                                                  | БЮТ, № 048             |                                    |
| Корж, Павел Петрович                                                       | Партия регионов, № 061 |                                    |
| Коржев, Анатолий Леонидович                                                | Партия регионов, № 070 |                                    |
| Корнейчук, Евгений Владимирович                                            | БЮТ, № 010             |                                    |
| Королевская, Наталия Юрьевна                                               | БЮТ, № 066             |                                    |
| Коротюк, Вадим Иванович                                                    | БЮТ, № 155             |                                    |
| Косив, Михаил Васильевич                                                   | БЮТ, № 126             |                                    |
| Костенко, Павел Иванович                                                   | БЮТ, № 072             |                                    |
| Костенко, Юрий Иванович                                                    | НУ-НС, № 016           |                                    |
| Костусев, Алексей Алексеевич                                               | Партия регионов, № 030 |                                    |
| Кравец, Андрей Витальевич                                                  | Партия регионов, № 124 |                                    |
| Кравченко, Николай Васильевич                                              | КПУ, № 022             |                                    |
| Кравчук, Пётр Константинович                                               | БЮТ, № 068             |                                    |
| Крайний, Валерий Григорьевич                                               | БЮТ, № 138             |                                    |
| Криль, Игорь Иванович                                                      | НУ-НС, № 040           |                                    |
| Круглов, Николай Петрович                                                  | Партия регионов, № 039 |                                    |
| Крук, Юрий Борисович                                                       | БЮТ, № 077             |                                    |
| Крупко, Пётр Николаевич                                                    | БЮТ, № 118             | до 19 декабря 2007 года            |
| Кузьменко, Пётр Павлович                                                   | БЮТ, № 097             |                                    |
| Кузьмук, Александр Иванович                                                | Партия регионов, № 041 |                                    |
| Куйбида, Василий Степанович                                                | НУ-НС, № 026           |                                    |
| Куликов, Кирилл Борисович                                                  | НУ-НС, № 057           |                                    |
| Кульчинский, Николай Георгиевич                                            | НУ-НС, № 072           |                                    |
| Курило, Виталий Семёнович                                                  | БЮТ, № 008             |                                    |
| Куровский, Иван Иванович                                                   | БЮТ, № 065             |                                    |
| Курпиль, Степан Владимирович                                               | БЮТ, № 036             |                                    |
| Кучеренко, Алексей Юрьевич                                                 | НУ-НС, № 052           |                                    |
| Лабунская, Анжелика Викторовна                                             | БЮТ, № 088             |                                    |
| Лавринович, Александр Владимирович                                         | Партия регионов, № 067 |                                    |
| Ландык, Валентин Иванович                                                  | Партия регионов, № 018 |                                    |
| Ландик, Владимир Иванович                                                  | Партия регионов, № 126 |                                    |
| Ларин, Сергей Николаевич                                                   | Партия регионов, № 065 |                                    |
| Лебедев, Павел Валентинович                                                | Партия регионов, № 121 |                                    |
| Левцун, Владимир Иванович                                                  | БЮТ, № 032             |                                    |
| Лелюк, Алексей Владимирович                                                | Партия регионов, № 092 |                                    |
| Лещинский, Александр Олегович                                              | Партия регионов, № 054 |                                    |
| Лисов, Игорь Владимирович                                                  | Партия регионов, № 156 |                                    |
| Литвин, Владимир Михайлович                                                | Блок Литвина, № 001    |                                    |
| Литвин, Юрий Алексеевич                                                    | Блок Литвина, № 015    |                                    |
| Литвинов, Леонид Фёдорович                                                 | Партия регионов, № 016 |                                    |
| Ливинский, Михаил Александрович                                            | БЮТ, № 143             |                                    |
| Лисин, Николай Павлович (1964—2011)                                        | Партия регионов, № 108 | до 17 апреля 2011 года             |
| Логвиненко, Алексей Степанович                                             | БЮТ, № 059             |                                    |
| Лозинский, Виктор Александрович                                            | БЮТ, № 096             | до 3 июля 2009 года                |
| Лукаш, Елена Леонидовна                                                    | Партия регионов, № 027 |                                    |
| Лукашук, Олег Григорьевич                                                  | БЮТ, № 101             |                                    |
| Лукьянов, Владислав Валентинович                                           | Партия регионов, № 155 |                                    |
| Лукьянова, Екатерина Евгеньевна                                            | НУ-НС, № 049           |                                    |
| Лукьянчук, Руслан Валерьевич                                               | БЮТ, № 056             |                                    |
| Луценко, Юрий Витальевич                                                   | НУ-НС, № 001           |                                    |
| Лёвочкин, Сергей Владимирович                                              | Партия регионов, № 046 |                                    |
| Ляпина, Ксения Михайловна                                                  | НУ-НС, № 008           |                                    |
| Ляшко, Олег Валерьевич                                                     | БЮТ, № 029             |                                    |
| Макеенко, Владимир Владимирович                                            | Партия регионов, № 047 |                                    |
| Макеенко, Владимир Петрович                                                | БЮТ, № 076             |                                    |
| Малышев, Владимир Степанович                                               | Партия регионов, № 064 |                                    |
| Малич, Олег Владимирович                                                   | БЮТ, № 120             |                                    |
| Мальцев, Владимир Александрович                                            | Партия регионов, № 066 |                                    |
| Маньковский, Григорий Владимирович                                         | Партия регионов, № 169 |                                    |
| Мармазов, Евгений Васильевич                                               | КПУ                    |                                    |
| Мартыненко, Николай Владимирович                                           | НУ-НС, № 048           |                                    |
| Мартынюк, Адам Иванович                                                    | КПУ, № 006             |                                    |
| Марущенко, Владимир Станіславович                                          | НУ-НС, № 065           |                                    |
| Матвеев, Валентин Григорьевич                                              | КПУ, № 012             |                                    |
| Матвеев, Владимир Иосифович                                                | КПУ, № 027             |                                    |
| Матвиенко, Анатолий Сергеевич                                              | НУ-НС, № 022           |                                    |
| Матвийчук, Эдуард Леонидович                                               | Партия регионов, № 131 |                                    |
| Мельник, Станислав Анатольевич                                             | Партия регионов, № 080 |                                    |
| Мирный, Иван Николаевич                                                    | Партия регионов, № 102 |                                    |
| Мироненко, Михаил Иванович                                                 | Партия регионов, № 144 |                                    |
| Мирошниченко, Юрий Романович                                               | Партия регионов, № 143 |                                    |
| Мищенко, Сергей Григорьевич                                                | БЮТ, № 057             |                                    |
| Мовчан, Павел Михайлович                                                   | БЮТ, № 131             |                                    |
| Мойсик, Владимир Романович                                                 | НУ-НС, № 043           |                                    |
| Момот, Сергей Васильевич                                                   | Партия регионов, № 057 |                                    |
| Мороко, Юрий Николаевич                                                    | Партия регионов, № 153 |                                    |
| Москаль, Геннадий Геннадиевич                                              | НУ-НС, № 041           |                                    |
| Мостипан, Ульяна Николаевна                                                | БЮТ, № 030             |                                    |
| Мошак, Сергей Николаевич                                                   | Партия регионов, № 123 |                                    |
| Мхитарян, Нвер Мнацаканович                                                | Партия регионов, № 095 |                                    |
| Найдёнов, Андрей Михайлович                                                | КПУ, № 023             |                                    |
| Наконечный, Владимир Леонтьевич                                            | Партия регионов, № 158 |                                    |
| Немыря, Григорий Михайлович                                                | БЮТ, № 046             |                                    |
| Новиков, Олег Владимирович                                                 | НУ-НС, № 045           |                                    |
| Новикова Юлия Владимировна                                                 | Партия регионов, № 105 |                                    |
| Одарченко, Юрий Витальевич                                                 | БЮТ, № 031             |                                    |
| Олийнык, Виктор Степанович                                                 | БЮТ, № 151             |                                    |
| Олейник, Святослав Васильевич                                              | БЮТ, № 086             |                                    |
| Омельченко, Григорий Емельянович                                           | БЮТ, № 007             |                                    |
| Омельченко, Александр Александрович                                        | НУ-НС, № 013           |                                    |
| Онищук, Николай Васильевич                                                 | НУ-НС, № 014           |                                    |
| Орлов, Андрей Викторович                                                   | Партия регионов, № 117 |                                    |
| Оробец, Леся Юрьевна                                                       | НУ-НС, № 018           |                                    |
| Осыка, Сергей Григорьевич                                                  | БЮТ, № 051             |                                    |
| Павленко, Эдуард Иванович                                                  | Партия регионов, № 050 |                                    |
| Павленко, Сергей Григорьевич                                               | Блок Литвина, № 013    |                                    |
| Павленко, Юрий Алексеевич                                                  | НУ-НС, № 007           |                                    |
| Павловский, Андрей Михайлович                                              | БЮТ, № 161             | с 25 декабря 2007                  |
| Палица, Игорь Петрович                                                     | НУ-НС, № 068           |                                    |
| Папиев, Михаил Николаевич                                                  | Партия регионов, № 075 |                                    |
| Пашинский, Сергей Владимирович                                             | БЮТ, № 073             |                                    |
| Пеклушенко, Александр Николаевич                                           | Партия регионов, № 044 |                                    |
| Перестенко, Марина Владимировна                                            | КПУ, № 003             |                                    |
| Петренко, Вадим Михайлович                                                 | БЮТ, № 040             |                                    |
| Петров, Борис Фёдорович                                                    | Партия регионов, № 036 |                                    |
| Петрук, Николай Николаевич                                                 | БЮТ, № 009             |                                    |
| Петёвка, Василий Васильевич                                                | НУ-НС, № 060           |                                    |
| Передерий, Вячеслав Григорьевич                                            | БЮТ, № 102             |                                    |
| Пилипенко, Владимир Филиппович                                             | БЮТ, № 169             | с сентября 2008                    |
| Пилипишин, Виктор Петрович                                                 | Блок Литвина, № 005    |                                    |
| Пинзеник, Виктор Михайлович                                                | БЮТ, № 006             |                                    |
| Писаренко, Валерий Владимирович                                            | БЮТ, № 074             |                                    |
| Писарчук, Пётр Иванович                                                    | Партия регионов, № 154 |                                    |
| Пискун, Святослав Михайлович                                               | Партия регионов, № 031 |                                    |
| Плотников, Алексей Витальевич                                              | Партия регионов, № 136 |                                    |
| Плохой, Игорь Иванович                                                     | Партия регионов, № 109 |                                    |
| Плющ, Иван Степанович                                                      | НУ-НС, № 023           |                                    |
| Подгорный, Сергей Петрович                                                 | БЮТ, № 132             |                                    |
| Поживанов, Михаил Александрович                                            | БЮТ, № 117             |                                    |
| Полохало, Владимир Иванович (1949—2011)                                    | БЮТ, № 050             |                                    |
| Полунеев, Юрий Владимирович                                                | БЮТ, № 091             |                                    |
| Полянчич, Михаил Михайлович                                                | НУ-НС, № 035           |                                    |
| Поляченко, Владимир Аврумович                                              | НУ-НС, № 032           |                                    |
| Пономаренко, Александр Владимирович                                        | БЮТ, № 145             |                                    |
| Попеску, Иван Васильевич                                                   | Партия регионов, № 173 |                                    |
| Попов, Александр Павлович                                                  | Партия регионов, № 097 |                                    |
| Портнов, Андрей Владимирович                                               | БЮТ, № 058             |                                    |
| Потапов, Василий Иванович                                                  | Партия регионов, № 116 |                                    |
| Прасолов, Игорь Николаевич                                                 | Партия регионов, № 043 |                                    |
| Пригодский, Антон Викентиевич                                              | Партия регионов, № 021 |                                    |
| Присяжнюк, Николай Владимирович                                            | Партия регионов, № 113 |                                    |
| Притыка, Дмитрий Никитович                                                 | Партия регионов, № 125 |                                    |
| Прокопчук, Юрий Владимирович                                               | БЮТ, № 141             |                                    |
| Прутник, Эдуард Анатольевич                                                | Партия регионов, № 055 |                                    |
| Пудов, Борис Николаевич                                                    | БЮТ, № 116             |                                    |
| Пшонка, Артём Викторович                                                   | Партия регионов, № 149 |                                    |
| Радковский, Олег Владимирович                                              | БЮТ, № 104             |                                    |
| Радовец, Арнольд Анатольевич                                               | БЮТ, № 107             |                                    |
| Рева, Дмитрий Алексеевич                                                   | Партия регионов, № 106 |                                    |
| Рыбаков, Игорь Александрович                                               | БЮТ, № 078             |                                    |
| Рыжук, Сергей Николаевич                                                   | Партия регионов, № 176 |                                    |
| Рудченко, Николай Николаевич                                               | Блок Литвина, № 007    |                                    |
| Рыбак, Владимир Васильевич                                                 | Партия регионов, № 013 |                                    |
| Рябека, Александр Григорьевич                                              | БЮТ, № 127             |                                    |
| Савченко, Игорь Васильевич                                                 | БЮТ, № 137             |                                    |
| Савчук, Александр Владимирович                                             | Партия регионов, № 032 |                                    |
| Саламатин, Дмитрий Альбертович                                             | Партия регионов, № 086 |                                    |
| Самойленко, Юрий Павлович                                                  | Партия регионов, № 058 |                                    |
| Самойлик, Екатерина Семёновна                                              | КПУ, № 017             |                                    |
| Сандлер, Дмитрий Михайлович                                                | Партия регионов, № 079 |                                    |
| Сас, Сергей Владимирович                                                   | БЮТ, № 017             |                                    |
| Сафиуллин, Равиль Сафович                                                  | Партия регионов, № 040 |                                    |
| Святаш, Дмитрий Владимирович                                               | Партия регионов, № 122 |                                    |
| Селиваров, Андрей Борисович                                                | Партия регионов, № 127 |                                    |
| Семерак, Остап Михайлович                                                  | БЮТ, № 140             |                                    |
| Семинога, Анатолий Иванович                                                | БЮТ, № 016             |                                    |
| Сенченко, Андрей Виленович                                                 | БЮТ, № 064             |                                    |
| Сербин, Юрий Сергеевич                                                     | БЮТ, № 081             |                                    |
| Сивульский, Николай Иванович (1952—2009)                                   | БЮТ, № 063             |                                    |
| Симоненко, Пётр Николаевич                                                 | КПУ, № 001             |                                    |
| Синица, Артём Николаевич                                                   | Партия регионов, № 160 |                                    |
| Сирота, Михаил Дмитриевич (1956—2008)                                      | Блок Литвина, № 010    |                                    |
| Сивкович, Владимир Леонидович                                              | Партия регионов, № 078 |                                    |
| Сигал, Евгений Яковлевич                                                   | БЮТ, № 047             |                                    |
| Сидельник, Иван Иванович                                                   | БЮТ, № 054             |                                    |
| Скибинецкий, Александр Матвеевич                                           | БЮТ, № 061             |                                    |
| Скубашевский, Станислав Валерианович                                       | Партия регионов, № 118 |                                    |
| Скубенко, Владимир Петрович                                                | БЮТ, № 121             |                                    |
| Скудар, Георгий Маркович                                                   | Партия регионов, № 012 |                                    |
| Слаута, Виктор Андреевич                                                   | Партия регионов, № 089 |                                    |
| Слободян, Александр Вячеславович                                           | НУ-НС, № 042           |                                    |
| Смитюх, Григорий Евдокимович                                               | Партия регионов, № 115 |                                    |
| Соболев, Сергей Владиславович                                              | БЮТ, № 025             |                                    |
| Соколов, Михаил Владимирович                                               | БЮТ, № 129             |                                    |
| Солошенко, Николай Павлович                                                | Партия регионов, № 112 |                                    |
| Сорочинская-Кириленко, Раиса Николаевна                                    | БЮТ, № 149             |                                    |
| Сподаренко, Иван Васильевич (1931—2009)                                    | НУ-НС, № 017           |                                    |
| Стець, Юрий Ярославович                                                    | НУ-НС, № 053           |                                    |
| Стецькив, Тарас Степанович                                                 | НУ-НС, № 029           |                                    |
| Стойко, Иван Михайлович                                                    | НУ-НС, № 046           |                                    |
| Стоян, Александр Николаевич                                                | Партия регионов, № 024 |                                    |
| Стретович, Владимир Николаевич                                             | НУ-НС, № 025           |                                    |
| Сулковський, Павел Игнатович                                               | Партия регионов, № 129 |                                    |
| Супруненко, Александр Иванович                                             | Партия регионов, № 145 |                                    |
| Суслов, Евгений Иванович                                                   | БЮТ, № 013             |                                    |
| Сухой, Ярослав Михайлович                                                  | Партия регионов, № 068 |                                    |
| Сушкевич, Валерий Михайлович                                               | БЮТ, № 039             |                                    |
| Табачник, Дмитрий Владимирович                                             | Партия регионов, № 034 |                                    |
| Табачник, Яков Пиневич                                                     | Партия регионов, № 020 |                                    |
| Таран, Виктор Васильевич                                                   | БЮТ, № 018             |                                    |
| Тарасюк, Борис Иванович                                                    | НУ-НС, № 011           |                                    |
| Тедеев, Эльбрус Сосланович                                                 | Партия регионов, № 132 |                                    |
| Терещук, Сергей Николаевич                                                 | Блок Литвина, № 011    |                                    |
| Терёхин, Сергей Анатольевич                                                | БЮТ, № 024             |                                    |
| Тимошенко, Николай Михайлович                                              | КПУ, № 025             |                                    |
| Тимошенко, Юлия Владимировна                                               | БЮТ, № 001             |                                    |
| Тихонов, Виктор Николаевич                                                 | Партия регионов, № 019 |                                    |
| Титенко, Сергей Михайлович                                                 | Партия регионов, № 159 |                                    |
| Ткач, Роман Владимирович                                                   | НУ-НС, № 054           |                                    |
| Ткаченко, Александр Николаевич                                             | КПУ, № 008             |                                    |
| Толстоухов, Анатолий Владимирович                                          | Партия регионов, № 083 |                                    |
| Томенко, Николай Владимирович                                              | БЮТ, № 003             |                                    |
| Тополов, Виктор Семёнович                                                  | НУ-НС, № 056           |                                    |
| Трайдук, Николай Фёдорович                                                 | БЮТ, № 152             |                                    |
| Трегубов, Юрий Валентинович                                                | БЮТ, № 136             |                                    |
| Третьяков, Александр Юрьевич                                               | НУ-НС, № 059           |                                    |
| Триндюк, Юрий Григорьевич                                                  | БЮТ, № 084             |                                    |
| Трофименко, Вадим Всеволодович                                             | БЮТ, № 157             |                                    |
| Тулуб, Сергей Борисович                                                    | Партия регионов, № 081 |                                    |
| Турманов, Виктор Иванович                                                  | Партия регионов, № 026 |                                    |
| Турчинов, Александр Валентинович                                           | БЮТ, № 02              | до 19 декабря 2007                 |
| Уколов, Виктор Александрович                                               | БЮТ, № 147             |                                    |
| Федорчук, Ярослав Петрович                                                 | БЮТ, № 012             |                                    |
| Фельдман, Александр Борисович                                              | БЮТ, № 43              |                                    |
| Фесенко, Леонид Иванович                                                   | Партия регионов, № 161 |                                    |
| Филенко, Владимир Филиппович                                               | БЮТ, № 060             |                                    |
| Филипчук, Георгий Георгиевич                                               | БЮТ, № 150             |                                    |
| Хара, Василий Георгиевич                                                   | Партия регионов, № 025 |                                    |
| Харлим, Валерий Михайлович                                                 | Партия регионов, № 107 |                                    |
| Харовский, Сергей Юрьевич                                                  | НУ-НС, № 069           |                                    |
| Хмельницкий, Василий Иванович                                              | Партия регионов, № 100 |                                    |
| Хомутынник, Виталий Юрьевич                                                | Партия регионов, № 091 |                                    |
| Храпов, Сергей Анатольевич                                                 | КПУ, № 011             |                                    |
| Царёв, Олег Анатольевич                                                    | Партия регионов, № 114 |                                    |
| Цыбенко, Пётр Степанович                                                   | КПУ, № 018             |                                    |
| Чепинога, Виталий Михайлович                                               | БЮТ, № 087             |                                    |
| Черкасский, Игорь Борисович                                                | БЮТ, № 125             |                                    |
| Черноморов, Александр Николаевич                                           | Партия регионов, № 166 |                                    |
| Черпицкий, Олег Зенович                                                    | БЮТ, № 133             |                                    |
| Чертков, Юрий Дмитриевич                                                   | Партия регионов, № 085 |                                    |
| Чечетов, Михаил Васильевич                                                 | Партия регионов, № 135 |                                    |
| Чорновил, Тарас Вячеславович                                               | Партия регионов, № 003 |                                    |
| Черноволенко, Александр Виленович                                          | НУ-НС, № 070           |                                    |
| Чудновский, Виталий Олегович                                               | БЮТ, № 083             |                                    |
| Шаго, Евгений Петрович                                                     | БЮТ, № 080             |                                    |
| Шаманов, Валерий Викторович                                                | БЮТ, № 092             |                                    |
| Шаров, Игорь Фёдорович                                                     | Блок Литвина, № 012    |                                    |
| Швец, Виктор Дмитриевич                                                    | БЮТ, № 026             |                                    |
| Шевченко, Андрей Витальевич                                                | БЮТ, № 005             |                                    |
| Шевчук, Олег Борисович                                                     | БЮТ, № 095             |                                    |
| Шевчук, Сергей Владимирович                                                | БЮТ, № 021             |                                    |
| Шемчук, Виктор Викторович                                                  | НУ-НС, № 033           |                                    |
| Шенцев, Дмитрий Алексеевич                                                 | Партия регионов, № 141 |                                    |
| Шепелев, Александр Александрович (политик)Шепелев, Александр Александрович | БЮТ, № 055             |                                    |
| Шершун, Николай Харитонович                                                | Блок Литвина, № 009    |                                    |
| Шишкина, Элина Викторовна                                                  | БЮТ, № 075             |                                    |
| Шишкина, Зоя Леонидовна                                                    | БЮТ, № 082             |                                    |
| Шкиль, Андрей Васильевич                                                   | БЮТ, № 014             |                                    |
| Шкиря, Игорь Николаевич                                                    | Партия регионов, № 157 |                                    |
| Шкутяк, Зиновий Васильевич                                                 | НУ-НС, № 051           |                                    |
| Шлемко, Дмитрий Васильевич                                                 | БЮТ, № 035             |                                    |
| Шмелёва, Светлана Александровна                                            | КПУ, № 020             |                                    |
| Шмидт, Николай Олегович                                                    | Блок Литвина, № 018    |                                    |
| Шпак, Василий Фёдорович                                                    | Блок Литвина, № 008    |                                    |
| Шпенов, Дмитрий Юрьевич                                                    | Партия регионов, № 142 |                                    |
| Шустик, Елена Юрьевна                                                      | БЮТ, № 094             |                                    |
| Шуфрич, Нестор Иванович                                                    | Партия регионов, № 005 |                                    |
| Щербань, Артём Владимирович                                                | Партия регионов, № 164 |                                    |
| Ющенко, Пётр Андреевич                                                     | НУ-НС, № 039           |                                    |
| Яворивский, Владимир Александрович                                         | БЮТ, № 22              |                                    |
| Янковский, Николай Андреевич                                               | Партия регионов, № 015 |                                    |
| Янукович, Виктор Викторович                                                | Партия регионов, № 090 |                                    |
| Янукович, Виктор Федорович                                                 | Партия регионов, № 001 | до 19 февраля 2010                 |
| Ярощук, Владимир Иванович                                                  | Партия регионов, № 072 |                                    |
| Яценко, Антон Владимирович                                                 | БЮТ, № 079             |                                    |
| Яценюк, Арсений Петрович                                                   | НУ-НС, № 003           |                                    |
| Яцуба, Владимир Григорьевич                                                | Партия регионов, № 103 |                                    |